# Joana Espadinha
Joana Espadinha (Lisboa, Portugal, 20 de junho de 1983) é uma cantautora portuguesa.

## Biografia
Joana Espadinha licenciou-se em Direito, na Universidade Nova de Lisboa. Depois de concluir a licenciatura, Joana iniciou os seus estudos musicais no Hot Clube de Portugal tendo, em 2006, ingressado no Conservatório de Amesterdão, onde estudou Jazz até 2010.
No final de 2007 foi convidada pela agência de Brand Entertainment, Fuse para participar no projeto “Fuse & Jazz”, do qual resultou a gravação de um disco na Valentim de Carvalho que, embora não fosse uma edição comercial, é ainda hoje transmitida na rádio portuguesa.
Assim que terminou o curso em Amesterdão, começou a lecionar Canto Jazz na Escola de Jazz Luís Villas-Boas – Hot Clube de Portugal e no curso de Jazz da Universidade de Évora. A título de exemplo, uma das suas alunas, Beatriz Pessoa, ganhou notoriedade com participações no Festival RTP da Canção em 2018 (vocalista) e em 2022 (membro do coro de Maro, vencedora desse festival), tendo lançado o seu primeiro álbum em 2021.
Nos primeiros anos da sua carreira, a sua escrita musical foi evoluindo de Jazz puro para outros géneros como a inclusão de características pop, rock e folk. Para dar projeção ao seu trabalho, Joana Espadinha, para além de se apresentar em solo como convidada e compositora para nomes conhecidos da música portuguesa (Afonso Pais, João Hasselberg, André Santos ou João Firmino), também ingressou em grupos (Cassete Pirata e The Happy Mess).
Em 2014 lançou o seu primeiro disco como cantautora intitulado "Avesso" e, em 2018, com produção de Benjamim, lançou o seu segundo disco com o título de "O Material Tem Sempre Razão".
No ano de 2018, participou no Festival RTP da Canção como cantora. A música "Zero a zero", produzida por Benjamim, alcançou um 9º lugar na final deste certame.
Em 2019, o seu tema "Leva-me a dançar" foi nomeado para o Prémio Autores na categoria de melhor tema de música popular.
Em 2021, Joana Espadinha lança o seu terceiro álbum, intitulado de "Ninguém nos vai tirar o sol", novamente com produção de Benjamim.
No ano de 2022, volta a participar no Festival RTP da Canção, desta vez como compositora da canção de Diana Castro, denominada "Ginger ale". Neste festival alcançou o 4º lugar na final.
Joana Espadinha também compõe e escreve letra para temas musicais interpretados por outros artistas, onde se incluem parcerias com Cláudia Pascoal, Carminho, Sara Correia, Luís Trigacheiro, Elisa Rodrigues, Sofia Vitória, Cristina Branco e Marta Hugon.

## Discografia
Nota: Atualizado a 28 de março de 2022

### Álbuns
- At Fuse&Jazz (2007)
- Avesso (2014)
- O Material Tem Sempre Razão (2018)
- Ninguém nos vai tirar o sol (2021)

### Singles e EPs
- Ao Seu Dispor (2014)
- Qualquer Coisa (2018)
- Leva-me a Dançar (2018)
- Pensa Bem (2018)
- O Material tem sempre razão (2019)
- Astronauta (2021)
- Ninguém nos vai tirar o Sol (2021)
- Queda Prá Desgraça (2021)
- Mau Feitio (2021)
- O Príncipe e o Sapo (2021)
- Dar Resposta (2021)

## Vida Pessoal
Joana Espadinha, apesar de ter nascido em Lisboa e vivido mais de 22 anos em Cascais, tem ascendência alentejana de ambos os progenitores (Vidigueira e Serpa).
Atualmente, é casada e foi mãe pela primeira vez em 2020 durante a fase inicial da pandemia de Covid-19. A canção "A História do Pé de Feijão", da sua autoria, é dedicada ao seu primeiro filho.